# Moluskocydy
Moluskocydy, środki mięczakobójcze, środki ślimakobójcze, limacydy (łac. molluscus – miękki, caedo – zabijam) – to substancje syntetyczne lub naturalne stosowane do zwalczania mięczaków, ślimaków, używane głównie do ochrony roślin uprawnych.
Substancje aktywne wielu moluskocydów to m.in. metiokarb lub metaldehyd, które działają na ślimaki żołądkowo i kontaktowo. Nowocześniejsze preparaty zawierają fosforan żelaza(III), który jednocześnie pełni rolę nawozu sztucznego oraz nie jest toksyczny w małych ilościach dla większości innych organizmów (co jednak powoduje, że komercyjnie dostępne pszeniczne granulki z fosforanem żelaza są chętnie zjadane przez ptaki, ograniczając tym samym znacznie jego ilość dla ślimaków). Z reguły ślimaki zatrute fosforanem żelaza zakopują się pod ziemią, zanim zginą, dzięki czemu (w odróżnieniu od innych preparatów, np. opartych na metaldehydzie), nie widać wówczas na powierzchni gleby obumarłych ślimaków po zastosowaniu preparatu. W USA stosuje się fosforan żelaza(III) z EDTA, co znacznie zwiększa jego toksyczność dla środowiska.
19 grudnia 2018 rząd Wielkiej Brytanii zakazał sprzedaży metaldehydu jako moluskocydu do użycia w otwartym terenie od końca czerwca 2019 i jego użycia w otwartym terenie od wiosny 2020.
Limacydy – środki chemiczne stosowane do zwalczania ślimaków nagich. Dodatek limacydów do wód irygacyjnych pozwala na zwalczanie ślimaków będących żywicielami pośrednimi pasożytów ludzi np. sól sodowa lub miedzian pięciochlorofenolu w stężeniu 1,4 ppm.
Limacydy – środki chemiczne stosowane do zwalczania ślimaków nagich. Dawniej dodatek limacydów do wód irygacyjnych pozwalał na zwalczanie ślimaków będących żywicielami pośrednimi pasożytów ludzi i zwierząt gospodarskich.